# Rocchetta Nervina
Rocchetta Nervina (A Rochetta in ligure) è un comune italiano di 283 abitanti della provincia di Imperia in Liguria.

## Geografia fisica

### Territorio
Il borgo medievale di Rocchetta Nervina è adagiato sul pendio del monte Terca (1070 m), sulla confluenza del rio Oggia con il torrente Barbaira, in val Nervia. Altre vette del territorio rocchettino sono la Colletta Lunga (1340 m), il monte Paganaia (1340 m) e il monte Albano (1053 m).
Il comune è situato a soli 13 km dalla costa, alle spalle di Ventimiglia. Questo favorisce il clima, con temperature quasi costanti durante tutto l'anno su valori tardo primaverili.
Il suo territorio è crocevia tra l'Alta Via dei Monti Liguri e il sentiero Balcone, collegante Sanremo con le città francesi di Nizza e Mentone.

## Storia
Studi effettuati sul territorio hanno permesso il ritrovamento di reperti dell'epoca preromana sul monte Abellio. La vetta montana prende il nome dal dio onorato dalle popolazioni celtiche e liguri originarie del luogo. Durante l'epoca romana il borgo conobbe una fiorente attività economica, legato al commercio e alla produzione agricola dei servi e dei coloni. Sono state rinvenute, in certe aree, monete romane di varie epoche raffiguranti imperatori romani quali Gordiano II e Gordiano III.
Le prime notizie documentabili su Rocchetta Nervina risalgono però al 1186 quando, in un manoscritto medievale, e sotto la dominazione dei conti di Ventimiglia, si cita il borgo di Castrum Barbairae, dal nome del rio Barbaira. Nel documento si apprende di una ribellione degli stessi abitanti contro il signore del luogo, Enrichetto dei conti di Ventimiglia, che costretto alla fuga si rifugiò nel proprio castello.
Già alle dipendenze del distretto di Saorgio il territorio rocchettino passò dal 1342 sotto la signoria dei Doria, nel Marchesato di Dolceacqua. Nei trent'anni che vanno dal 1348 al 1378 rappresaglie, incendi e scorrerie dominarono il borgo a causa dei conflitti tra il Ducato di Savoia, i Doria e gli abitanti di Rocchetta; tra gli episodi di rilievo avvenuti nella contea rocchettina è documentato nel 1360 la devastazione compiuta dal "tiranno di Dolceacqua" Imperiale Doria.
Tornato alle dipendenze dei Savoia, nel 1559 fu unito nuovamente al marchesato dolceacquino durante la signoria di Stefano Doria. Dal 1723 il territorio di Rocchetta fu compreso nella contea di Nizza e dal 1729 nella provincia di Sospello. Nel 1732 il vassallaggio su Rocchetta Nervina passò ai Perrucca.
Nel 1793 entrò a far parte del cantone di Perinaldo (distretto di Mentone) nel dipartimento francese delle Alpi Marittime. Dal 1805 con il Primo Impero francese Rocchetta Nervina restò nello stesso cantone (con il capoluogo trasferito a Dolceacqua), ma passò nel nuovo distretto di Sanremo dello stesso dipartimento francese, esteso all'Est per annessione di una parte della Repubblica Ligure.
Con la caduta di Napoleone Bonaparte, e secondo le disposizioni del congresso di Vienna del 1814, la costituita municipalità di Rocchetta Nervina passò sotto il Regno di Sardegna. Facente parte del Regno d'Italia dal 1861, dal 1859 al 1926 il territorio fu compreso nel III mandamento di Dolceacqua del circondario di Sanremo facente parte della provincia di Nizza (poi provincia di Porto Maurizio e, dal 1923, di Imperia).
Nel 1862 con regio decreto assunse la denominazione di Rocchetta Nervina.
Dal 1973 al 30 aprile 2011 ha fatto parte della Comunità montana Intemelia.

## Monumenti e luoghi d'interesse

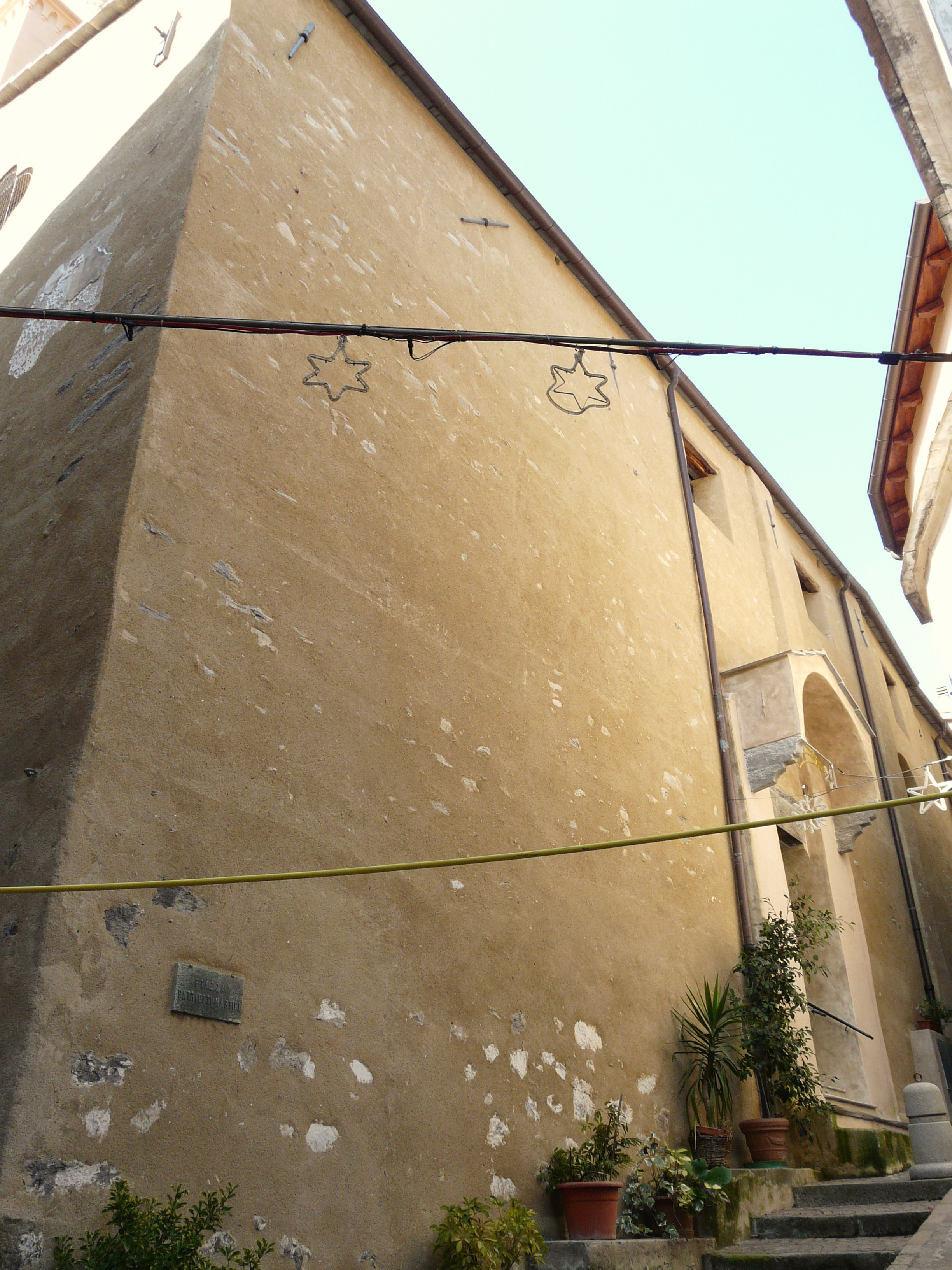
La chiesa parrocchiale di Santo Stefano

### Architetture religiose
- Chiesa parrocchiale di Santo Stefano. Di origine cinquecentesca, è stata rimaneggiata nel corso del XVIII secolo in stile barocco. Nell'interno sono conservati due dipinti del XVII secolo e un tabernacolo in pietra nera, mentre nella facciata è presente un architrave scolpito datato al 1536.
- Oratorio della Santissima Annunziata. Sede della confraternita dei Disciplinanti, l'edificazione del luogo di culto è datata al XV secolo. Al suo interno sono custoditi due dipinti: una tela del 1626 raffigurante l'Apparizione della Madonna con la raffigurazione di una Rocchetta Nervina del Seicento devastata dalle fiamme per la guerra del 1625 tra i soldati della Repubblica di Genova e il Ducato di Savoia; il quadro dell'Annunciazione, opera del Quattrocento del pittore Emanuele Macario.Oratorio della Santissima Annunziata

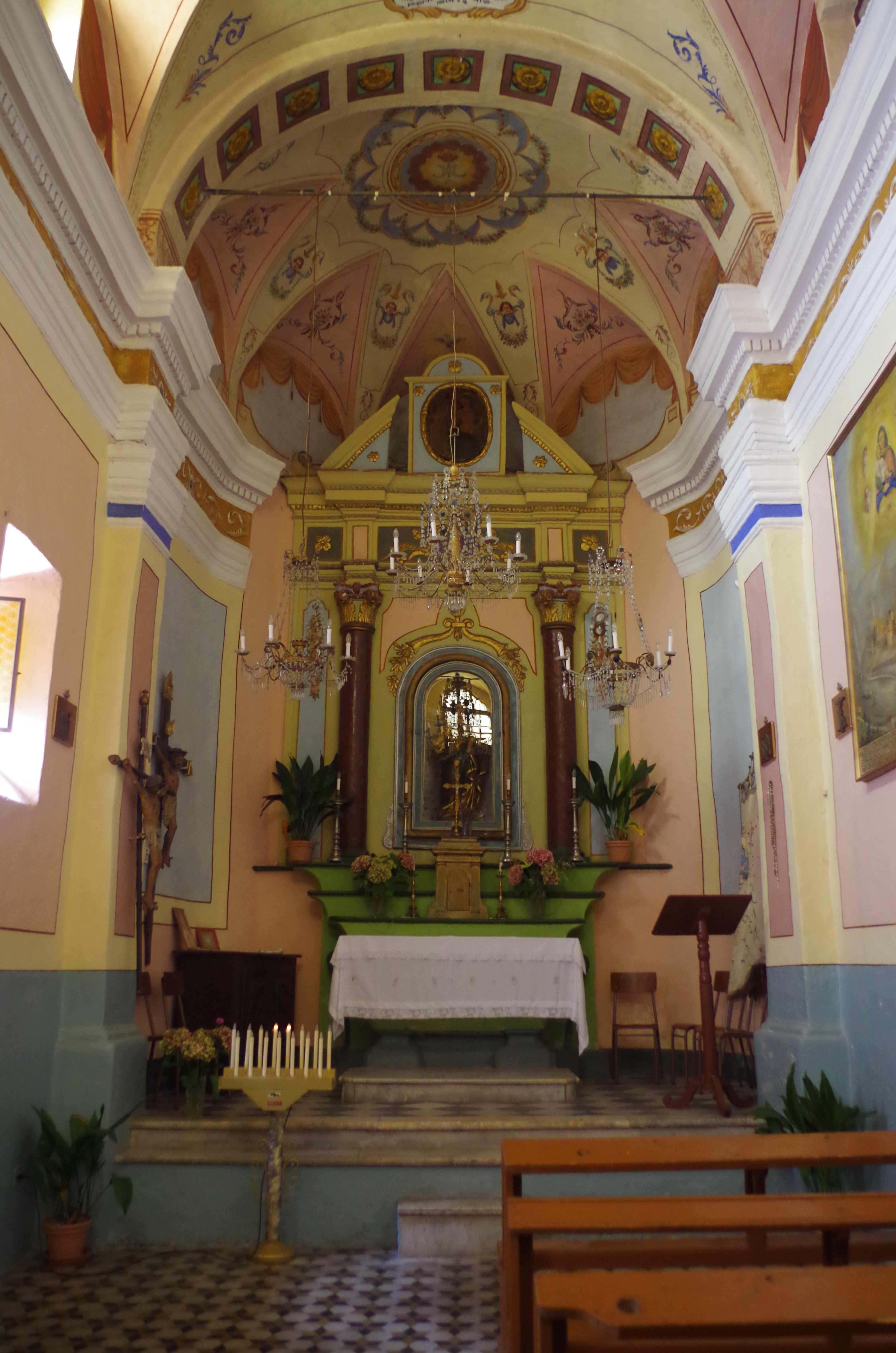
Oratorio della Santissima Annunziata

### Architetture militari
Nel territorio sono presenti i ruderi del castello comitale, costruito dalla famiglia Doria.
Sulla vetta del monte Abelliotto è ubicata la batteria di Monte Abelliotto, costruita nel 1931 dal Regno d'Italia quale opera difensiva del cosiddetto Vallo Alpino del Littorio.

### Architetture civili
Il ponte medievale sul torrente Barbaira.

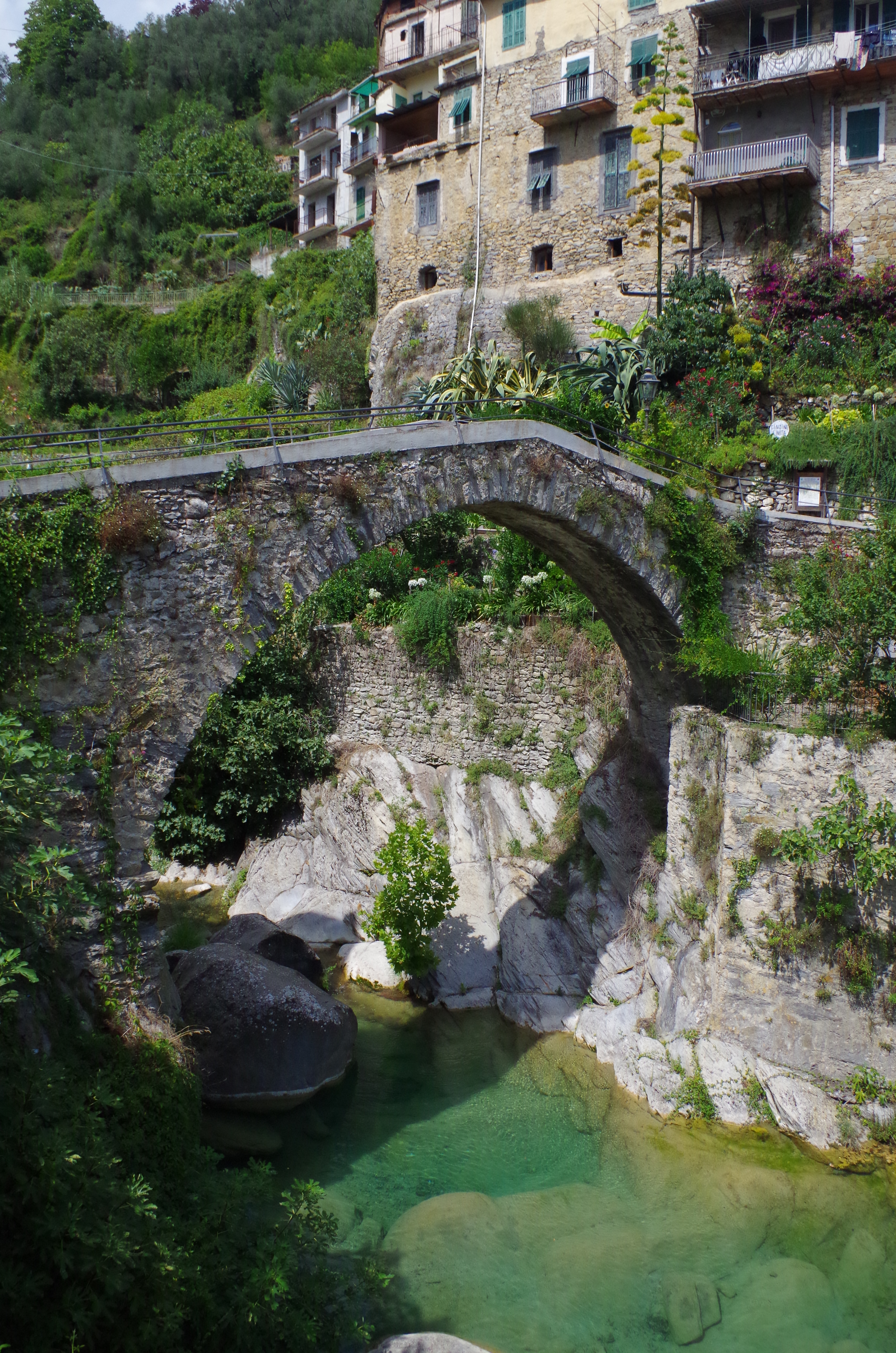
Ponte medievale sul torrente Barbaira

### Aree naturali
Il monte Abellio è un sito di interesse comunitario (SIC) istituito con Decreto Ministeriale del 25 marzo 2005, ai sensi della Direttiva 92/43/CEE (Direttiva Habitat).

## Società

### Evoluzione demografica
Abitanti censiti

### Etnie e minoranze straniere
Secondo i dati Istat al 31 dicembre 2019, i cittadini stranieri residenti a Rocchetta Nervina sono 55.

## Geografia antropica

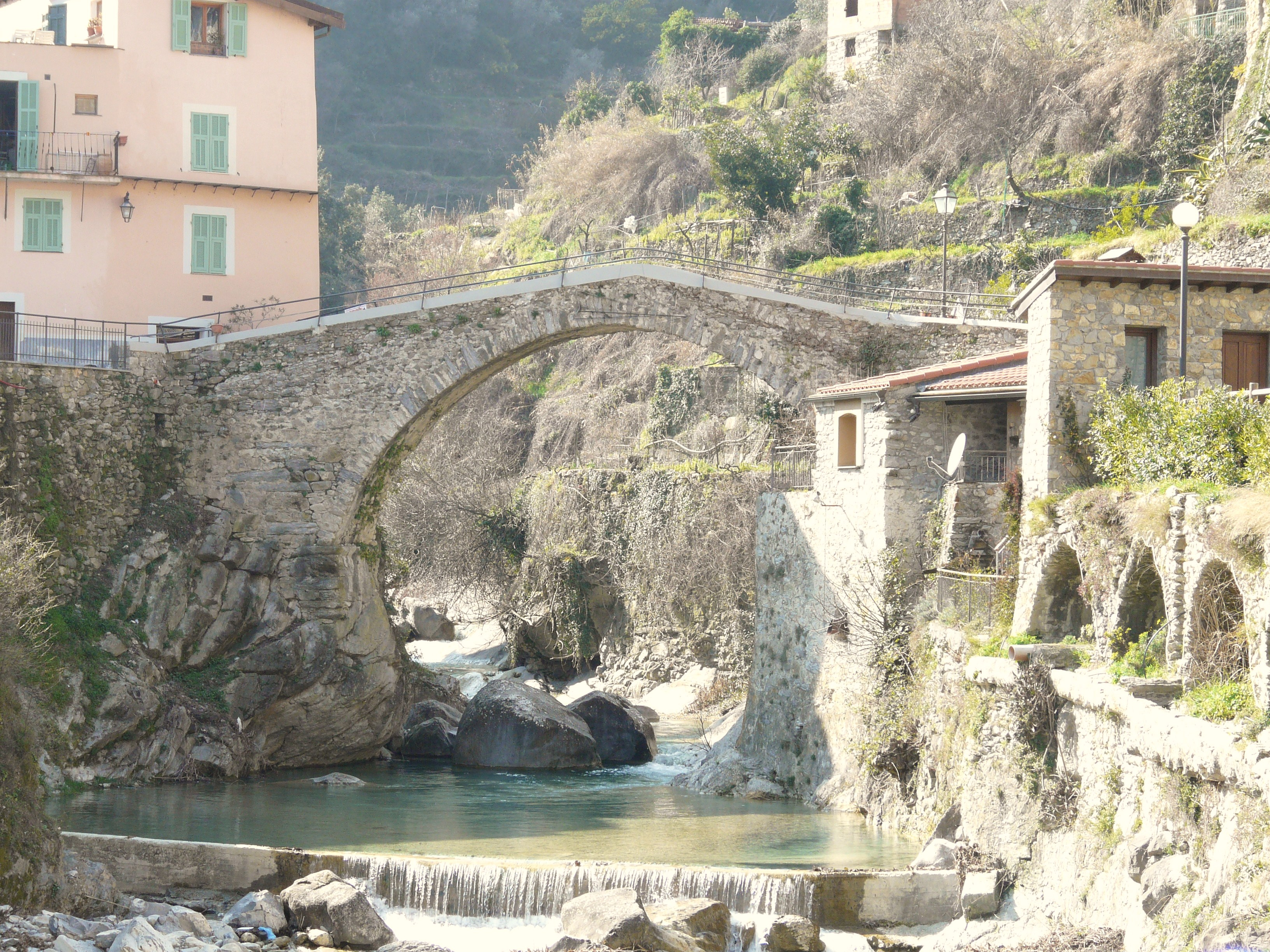
Ponte medievale presso l'abitato di Rocchetta Nervina

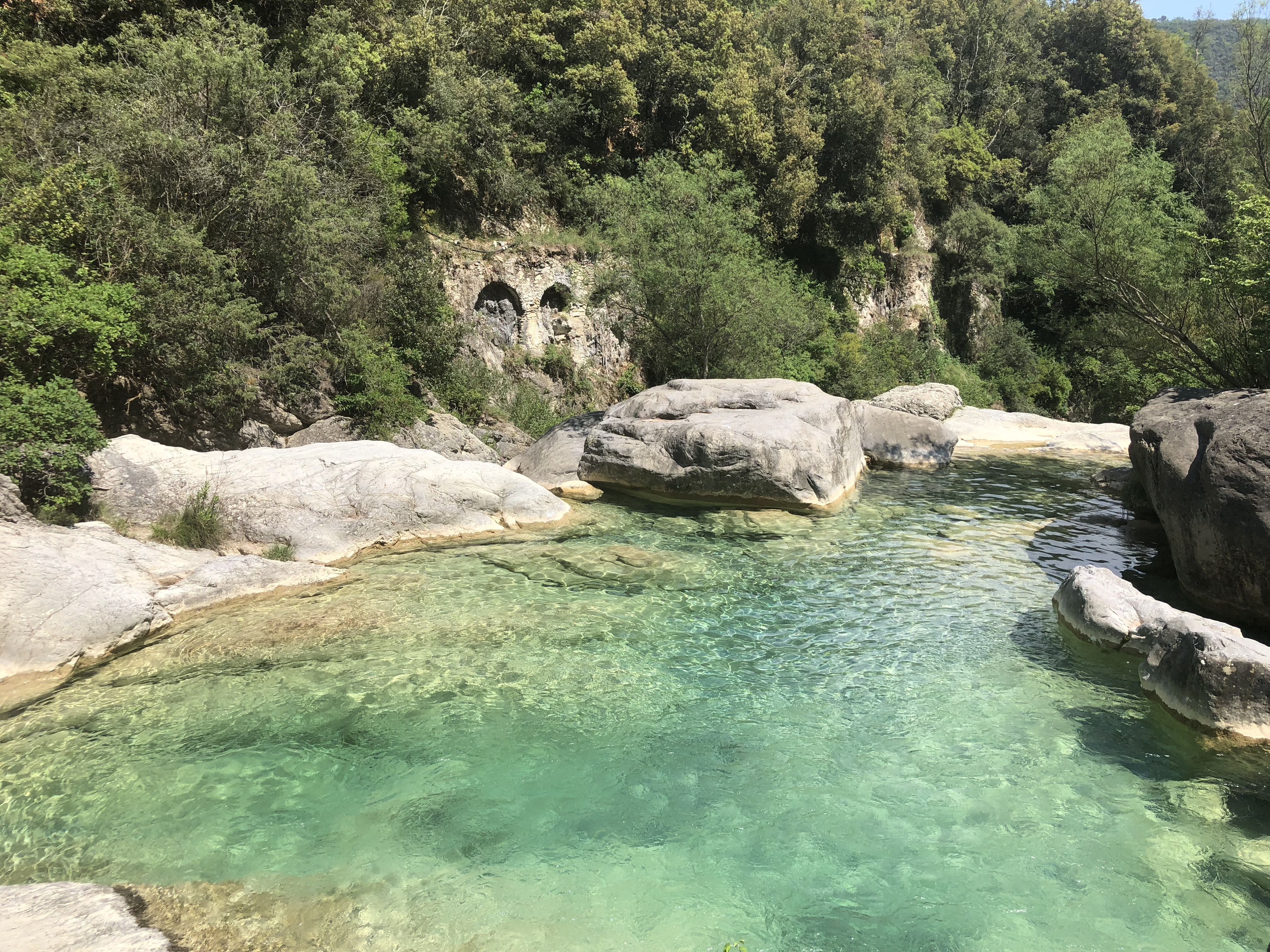
Uno dei laghetti naturali a monte del paese

Il territorio comunale è costituito dal solo capoluogo per una superficie territoriale di 15,29 km².
Confina a nord con il comune francese di Saorgio, a sud con Dolceacqua, ad ovest con Breglio (F) e ad est con Pigna, Isolabona, Apricale e Dolceacqua.

## Economia
L'economia del borgo si basa principalmente sull'attività agricola, più specificatamente alla produzione di olio di oliva, vini pregiati e la floricoltura. Nel periodo estivo l'economia del paese va a puntare sul turismo, specialmente di persone provenienti da paesi del Nord Europa.

## Infrastrutture e trasporti

### Strade
Il territorio comunale di Rocchetta Nervina è attraversato principalmente dalla strada provinciale 68 che gli permette il collegamento con Dolceacqua, a sud, e Pigna a nord.

## Amministrazione

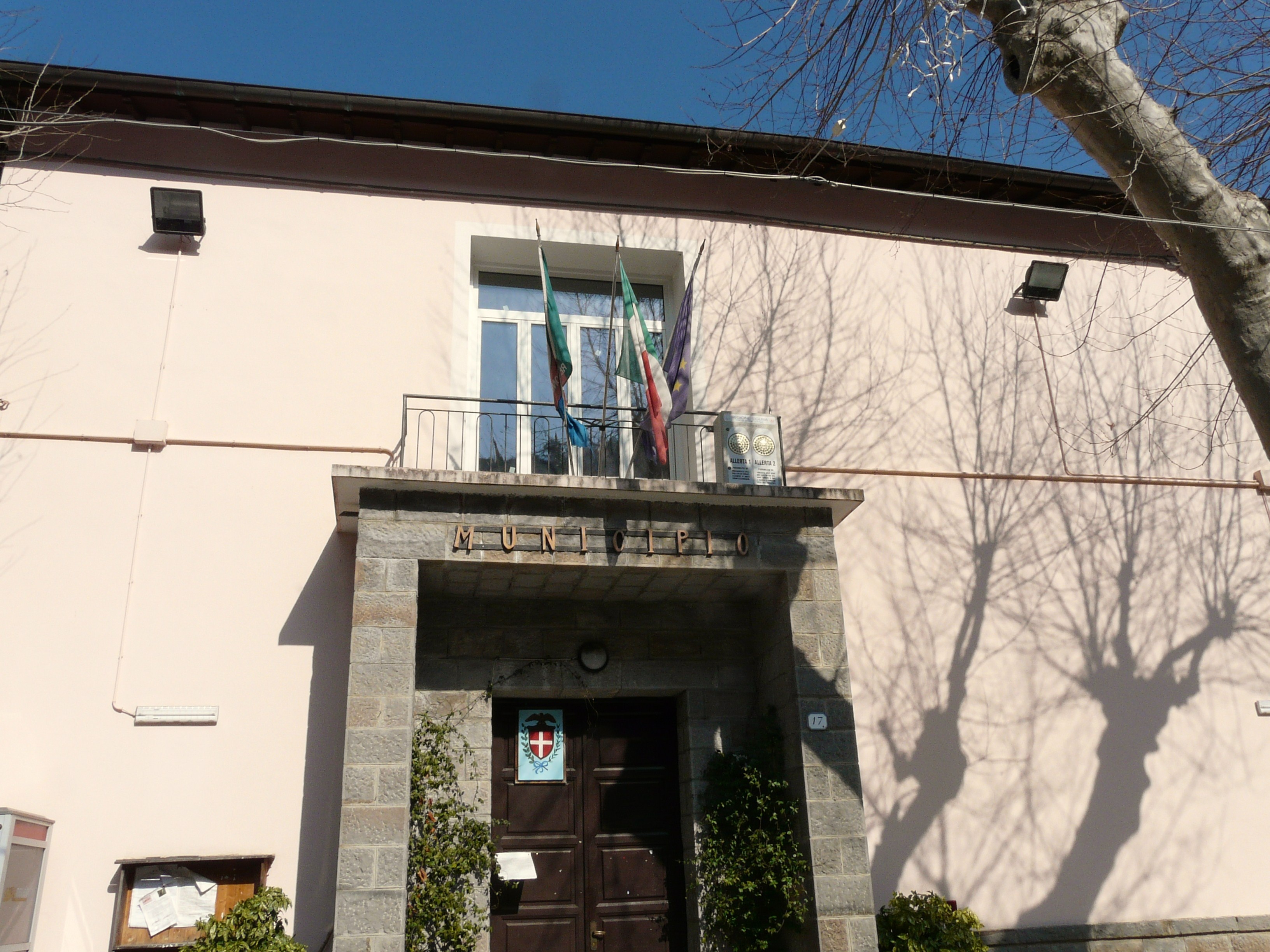
Il municipio

| Periodo           | Periodo           | Primo cittadino  | Partito                           | Carica      | Note   |
| ----------------- | ----------------- | ---------------- | --------------------------------- | ----------- | ------ |
| 28 giugno 1985    | 26 maggio 1990    | Luigi Collecchia | Partito Comunista Italiano        | Sindaco     |        |
| 26 maggio 1990    | 24 aprile 1995    | Luigi Collecchia | Partito Comunista Italiano        | Sindaco     |        |
| 24 aprile 1995    | 23 maggio 1995    | Luigi Collecchia | lista civica                      | Sindaco     | [ 9 ]  |
| 23 maggio 1995    | 20 novembre 1995  | Augusta Gastaudo | lista civica                      | Vicesindaco | [ 10 ] |
| 20 novembre 1995  | 17 aprile 2000    | Augusta Gastaudo | lista civica                      | Sindaco     |        |
| 6 maggio 2000     | 5 aprile 2005     | Alina Gastaudo   | lista civica                      | Sindaco     |        |
| 5 aprile 2005     | 30 marzo 2010     | Alina Gastaudo   | lista civica                      | Sindaco     |        |
| 30 marzo 2010     | 6 settembre 2014  | Giampaolo Basso  | Un paese da vivere (lista civica) | Sindaco     | [ 11 ] |
| 6 settembre 2014  | 1º giugno 2015    | Alina Gastaudo   | Un paese da vivere (lista civica) | Vicesindaco | [ 10 ] |
| 1º giugno 2015    | 22 settembre 2020 | Marco Rondelli   | Un paese da vivere (lista civica) | Sindaco     |        |
| 22 settembre 2020 | in carica         | Claudio Basso    | Castrvm Barbaire (lista civica)   | Sindaco     |        |

### Altre informazioni amministrative

Posizione del comune di Rocchetta Nervina nell'Unione dei comuni delle Valli Nervia e Roja e nella provincia di Imperia

Rocchetta Nervina fa parte dell'Unione dei comuni delle Valli Nervia e Roja.

## Sport
Tradizionale attività sportiva di Rocchetta Nervina è il gioco del balun, ossia del pallone elastico. Ogni anno, nel periodo estivo, viene organizzato un torneo cui partecipano diverse squadre dell'entroterra imperiese.